# Giuseppe Donatelli
Giuseppe Donatelli (Lettomanoppello, 12 marzo 1957) è un allenatore di calcio ed ex calciatore italiano, di ruolo centrocampista.

## Carriera

### Giocatore
Ha disputato nove campionati di Serie B con le maglie del Pescara, Rimini, Campobasso, Taranto e Salernitana, per complessive 217 presenze e 7 reti fra i cadetti.
Nella stagione 1976-1977, con due presenze, ha partecipato alla prima storica promozione del Pescara in Serie A, non venendo confermato dai biancazzurri per la stagione successiva in massima serie.
Ha vinto anche 3 campionati di serie C1 con le maglie di Rimini, Taranto e Salernitana.
Termina la carriera nel 1992 dopo aver disputato 439 partite da professionista e aver realizzato 20 gol. 

### Allenatore
Intrapresa la carriera di allenatore, ha guidato il Pescara in Serie B nel corso della stagione 1995-1996.
Nel 1998 frequenta il corso Master a Coverciano ottenendo l'abilitazione UEFA A di prima categoria.